# Ethel Halvar-Andersson
Ethel Maria Halvarsson, känd som Ethel Halvar-Andersson, född 27 juli 1917 i Varnums församling i Värmlands län, död 12 februari 2011 i Kristinehamns församling i samma län, var en svensk målare och textilkonstnär.
Hon var dotter till byggmästaren Karl Halvarsson och Ester Moberg. Familjen var engagerad i Missionskyrkan. Familjen flyttade till Kristinehamn när hon skulle börja skolan. Där gick hon även en kurs i konstbroderi och vävning vid Kristinehamns praktiska skola.
Halvar-Andersson studerade vid Högre konstindustriella skolan i Stockholm 1934–1939. Under studietiden hade hon Barbro Nilsson som lärare och lärde känna Marianne Richter. Därefter företog hon studieresor till Tyskland och Italien 1939 samt USA och Mexiko 1952. Hon deltog i samlingsutställningar på Värmlands museum i Karlstad 1949 och 1954. Hon var mycket produktiv och skapade över 1 000 mattskisser. I 15 års tid var hon knuten till Värmlands Hemslöjd, men hon har även varit verksam vid Jönköpings läns- och Skövdes Hemslöjd.
Bland hennes offentliga arbeten märks kormattorna Skapelsen för Alsters kyrka 1947, Vingården för Ölme kyrka 1948, Lustgården för Norra Ny kyrka 1950, och Advent för Kristinehamns kyrka samt bonaden i koret till Boda kyrka. För Skoghalls kommunalhus utförde hon 1954 en gobeläng illustrerande ortens industri och samhällsliv och 1955 utförde hon bildväven Filurius, som speglar gårdfarihandlaren Anders G. Andersson liv. Den är hela 11 kvm stor och är permanent uppsatt i Rämmens Bygdegård.
Halvarsson är representerad i Nordiska Museets samling med ryorna Stenar och Rosengård från 1950-talet, samt på Värmlands museum med två senare verk: Blåelse från 2002 och Valborgsmäss från 2003. Även dessa två är ryor. 
Ethel Halvar-Andersson var 1942–1949 gift med muraren Lars Gunnar Andersson (1912–1993), efter skilsmässan återtog hon flicknamnet Halvarsson. Tillsammans med Lars Gunnar Andersson fick hon sonen Lars 1942 och senare dottern Elisabeth.